# Bryonectria callicarpa
Bryonectria callicarpa är en svampart som beskrevs av Döbbeler 1999. Bryonectria callicarpa ingår i släktet Bryonectria och familjen Bionectriaceae.   Inga underarter finns listade i Catalogue of Life.